# Супрунюк, Евгений Владимирович
Евгений Владимирович Супрунюк (родился 25 сентября 1955 года в г. Туапсе, Краснодарский край) — крымский и украинский политик. Председатель Верховного Совета Крыма в 1995—1996. Кандидат юридических наук (1997).

## Образование
- 1982 — Днепропетровский инженерно-строительный институт;
- 1986 — Высшая инженерная пожарно-техническая школа МВД СССР;
- 1996 — Одесский университет, юридический факультет;
- 2008 — Харьковский национальный университет имени В. Н. Каразина, факультет психологии.
- 2011 — Харьковский национальный университет имени В. Н. Каразина, факультет биологии — магистр

## Биография
- 1973 — слесарь АТП-11074, г. Джанкой.
- 1973—1975 — служба в Советской Армии.
- 1977—1979 — пожарный, младший инспектор, инспектор, 1979—1981 — заместитель начальника, 1981—1992 — начальник части, 1992—1993 — начальник пожарной охраны г. Симферополя.
- сентябрь 1993 — июль 1995 — начальник Управления государственной пожарной охраны Главного управления МВД Украины в Крыму.
- июль 1995 — октябрь 1996 — Председатель Верховного Совета Крыма.
- февраль 1997 — май 1998 — председатель Постоянной комиссии Верховного Совета Крыма по местному самоуправлению и государственному устройству.
- июль 1997 — октябрь 1998 — начальник Крымского факультета Харьковского университета внутренних дел.
- С октября 1998 по весну 2005 находился вне пределов Украины, проживал в г. Сыктывкар (Республика Коми, РФ)[источник не указан 2710 дней].
- 2003—2005 — преподаватель Сыктывкарского юридического колледжа, 2004—2005 — доцент Сыктывкарского государственного университета, преподавал конституционное и международное право.
- 2005—2006 — заместитель начальника Государственной налоговой инспекции Орджоникидзевского района г. Харькова, одновременно 2005—2006 — доцент в Харьковской национальной юридической академии Украины им. Ярослава Мудрого, 2005—2006 — юрисконсульт Харьковской региональной организации ВОО «Правозахист» Украины, редактор газеты «Свобода и право Украины». С 2006 — сопредседатель ВОО «Правозахист».
- с 2007 года занимается адвокатской деятельностью. Возглавляет Крымский филиал Государственного предприятия «Межведомственный научный центр Криобиологии и Криомедицины НАН, АМН и МОЗ Украины».

## Общественная деятельность
- Депутат Верховного Совета Крыма 2-го созыва (1994—1998).
- Член Партии детей войны с 2010 года. Первый секретарь Крымской республиканской организации Партии детей войны с сентября 2010.
- Член Социалистической партии Украины в 1997—2010. С ноября 2006 по июнь 2010 — первый секретарь Крымского республиканского комитета Социалистической партии Украины. В 2005—2006 — 1-й секретарь Орджоникидзевского района СПУ г. Харькова, секретарь СПУ г. Харьков.
- с августа 2006 — председатель Крымской ассоциации общественных организаций «Общественная дума Крыма».
- В 2007 году баллотировался в списке СПУ в Верховную Раду Украины (под № 47)

С 1999 года по 2003 год находился в городе Магнитогорске Челябинской области
- с 2011 по настоящее время председатель Содружества белорусов Крыма «Сябры»
- с 2012 председатель Общественного движения «Украинский выбор» — За родной Крым"
- с 2013 председатель Содружества славян «Великая Русь»

## Награды
- Медаль «За отвагу на пожаре» 1980 г.
- Почетная Грамота Президиума Верховного Совета Крыма под номером № 1 «За значительный личный вклад в разработку и утверждение положений Конституции Автономной Республики Крым, укрепление государственности сохранение взаимопонимания, межнационального согласия и стабильности на полуострове»

## Семья
Жена — Супрунюк Алие Руслановна 1988 года рождения — юрист.
Имеет от разных браков 4-х сыновей и дочь.